# Club Sportivo Cagliari 1932-1933
Questa voce raccoglie le informazioni riguardanti la Club Sportivo Cagliari nelle competizioni ufficiali della stagione 1932-1933.

## Rosa
| N. |                     | Ruolo | Calciatore            |
| -- | ------------------- | ----- | --------------------- |
|    | Italia (bandiera)   | D     | Attilio Banfi         |
|    | Italia (bandiera)   | P     | Angelo Bedini         |
|    | Italia (bandiera)   | D     | Palmiro Bertuccelli   |
|    | Italia (bandiera)   | D     | Luigi Brusa           |
|    | Italia (bandiera)   | C     | Attilio Di Clemente   |
|    | Ungheria (bandiera) | A     | Domenico D'Alberto    |
|    | Italia (bandiera)   | A     | Alessandro Fornasaris |
|    | Italia (bandiera)   | C     | Aldo Fradelloni       |
|    | Italia (bandiera)   | A     | Tonino Fradelloni     |
|    | Italia (bandiera)   | ?     | Francari              |
|    | Italia (bandiera)   | C     | Leopoldo Francovig    |

| N. |                   | Ruolo | Calciatore         |
| -- | ----------------- | ----- | ------------------ |
|    | Italia (bandiera) | C     | Giuseppe Gobetti   |
|    | Italia (bandiera) | D     | Ilio Guerrini      |
|    | Italia (bandiera) | D     | Armando Lauro      |
|    | Italia (bandiera) | A     | Salvatore Macis    |
|    | Italia (bandiera) | C     | Ottavio Migoni     |
|    | Italia (bandiera) | A     | Efisio Orani       |
|    | Italia (bandiera) | C     | Roberto Orani      |
|    | Italia (bandiera) | C     | Mario Parodi       |
|    | Italia (bandiera) | D     | Michele Puligheddu |
|    | Italia (bandiera) | P     | Giuseppe Rapetti   |
|    | Italia (bandiera) | A     | Ernesto Zambianchi |

## Risultati

### Amichevoli
| Bologna 22 settembre 1932 | Bologna | 6 – 0 referto | Cagliari |  |

| Arbitro: | Weisz |

|                                    |           |       |
| Mihalich Levratto Serantoni Turchi | Marcatori | Macis |

| Milano 1 dicembre 1932                                                        | Milan     | 7 – 0 referto | Cagliari | San Siro |
| \| \| \| \| \| Romani Magnozzi Kossovel Arcari III Moretti \| Marcatori \| \| |           |               |          |          |
|                                                                               |           |               |          |          |
| Romani Magnozzi Kossovel Arcari III Moretti                                   | Marcatori |               |          |          |

## Statistiche

### Statistiche di squadra
| Competizione | Punti | In casa | In casa | In casa | In casa | In casa | In casa | In trasferta | In trasferta | In trasferta | In trasferta | In trasferta | In trasferta | Totale | Totale | Totale | Totale | Totale | Totale | DR  |
| Competizione | Punti | G       | V       | N       | P       | Gf      | Gs      | G            | V            | N            | P            | Gf           | Gs           | G      | V      | N      | P      | Gf     | Gs     | DR  |
| ------------ | ----- | ------- | ------- | ------- | ------- | ------- | ------- | ------------ | ------------ | ------------ | ------------ | ------------ | ------------ | ------ | ------ | ------ | ------ | ------ | ------ | --- |
| Serie B      | 24    | 16      | 9       | 4       | 3       | 24      | 10      | 16           | 0            | 2            | 14           | 13           | 50           | 32     | 9      | 6      | 17     | 37     | 60     | -23 |

### Statistiche dei giocatori
| Giocatore     | Serie B  | Serie B |
| Giocatore     | Presenze | Reti    |
| ------------- | -------- | ------- |
| A. Banfi      | 30       | 3       |
| A. Bedini     | 8        | -16     |
| P. Bertucelli | 1        | 0       |
| L. Brusa      | 1        | 0       |
| D. D'Alberto  | 31       | 7       |
| A. Fornasaris | 13       | 3       |
| A. Fradelloni | 11       | 0       |
| T. Fradelloni | 32       | 9       |
| L. Francovig  | 27       | 2       |
| G. Gobetti    | 29       | 1       |
| I. Guerrini   | 31       | 1       |
| A. Lauro      | 31       | 0       |
| S. Macis      | 8        | 3       |
| A. Mazzanti   | 1        | 0       |
| O. Migoni     | 1        | 0       |
| E. Orani      | 1        | 0       |
| R. Orani      | 5        | 0       |
| M. Parodi     | 4        | 0       |
| M. Puligheddu | 16       | 1       |
| G. Rapetti    | 24       | -41     |
| E. Sandroni   | 3        | 0       |
| E. Zambianchi | 23       | 7       |